# مقصدهای پروازی ایر اروپا

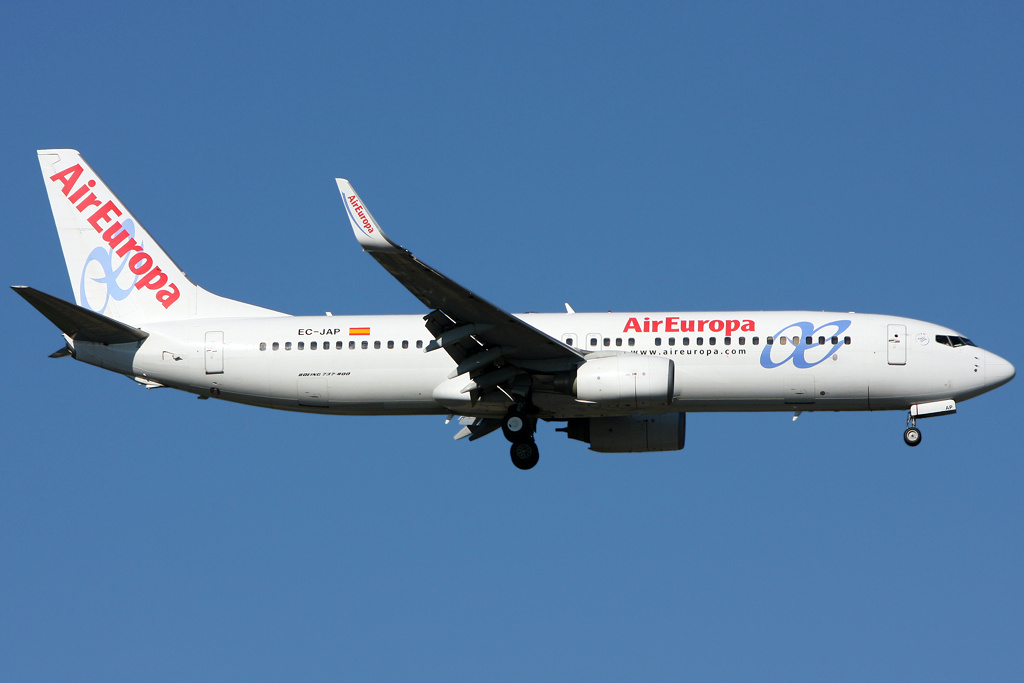
یک فروند بوئینگ ۷۳۷ نسل بعدی متعلق به ایر اروپا در حال فرود در فرودگاه زوریخ در سال ۲۰۱۱ میلادی.

مقصدهای پروازی ایر اروپا به شرح زیر است:

## فهرست
|  | قطب              |
|  | شهر کانونی       |
|  | فصلی             |
|  | مسیرهای آتی      |
|  | مسیرهای متوقف‌شده |